# Czesław Jackowski

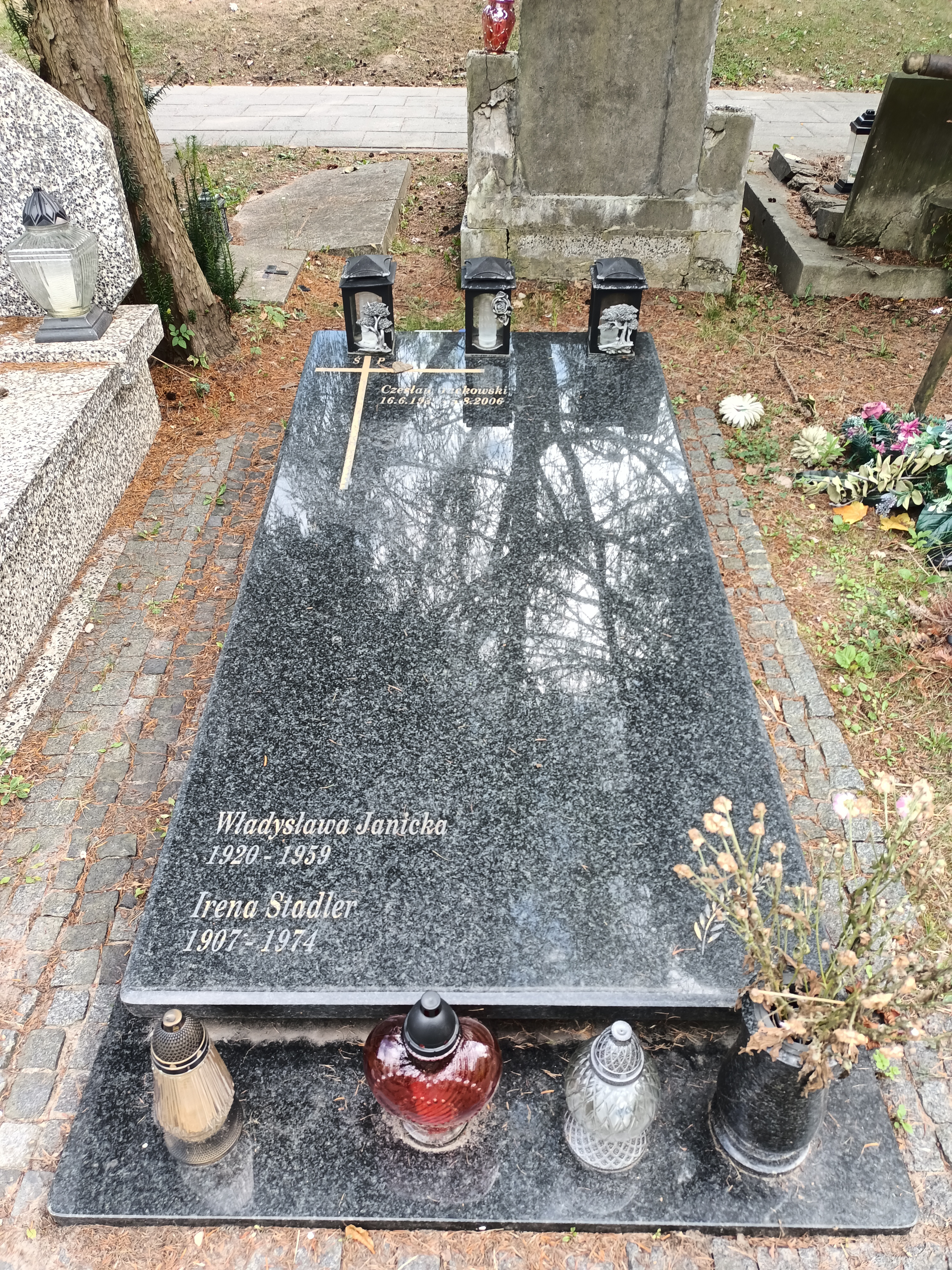
Grób Czesława Jackowskiego na cmentarzu Wojskowym na Powązkach

Czesław Alojzy Jackowski (ur. 16 czerwca 1931 w Chorzowie, zm. 5 sierpnia 2006) – polski dyplomata, pułkownik Służby Bezpieczeństwa.

## Życiorys
Słuchacz Szkoły Oficerskiej w Warszawie (od 1955). Od 6 września 1964 do 22 lutego 1971 był starszym oficerem operacyjnym rezydentury berlińskiej oraz kolońskiej, oficjalnie pod przykryciem jako korespondent Polskiej Agencji Prasowej w Berlinie Wschodnim oraz Bonn. Po powrocie do Polski pracował w PAP jako instytucji przykrycia. W 1972 objął funkcję rezydenta grupy pracowników Wydziału V Departamentu I Ministerstwa Spraw Wewnętrznych. Od 2 października 1976 do 18 sierpnia 1980 był rezydentem rezydentury w Hadze, oficjalnie pracując jako I sekretarz tamtejszej Ambasady. 5 października 1989 został kierownikiem Punktu Operacyjnego w rezydenturze w Tel Awiwie, oficjalnie pełniąc funkcję radcy-szefa Sekcji Interesów PRL, a następnie chargé d’affaires w Izraelu. Od 1987 do 1990 był zastępcą dyrektora Departamentu I MSW. Służbę zakończył w stopniu pułkownika. Według innego źródła ok. 1988 był dyrektorem Departamentu I MSW.
Syn Leona i Katarzyny. Pochowany na Cmentarzu Wojskowym na Powązkach.